# Station Gościcino Wejherowskie
Station Gościcino Wejherowskie is een spoorwegstation in de Poolse plaats Gościcino.